# Piłka nożna w Anglii (1892/1893)
Sezon 1892/1893 był 22. w historii angielskiej piłki nożnej.

## Zwycięzcy poszczególnych rozgrywek klubowych w Anglii
| Rozgrywka       | Zwycięzca               |
| --------------- | ----------------------- |
| First Division  | Sunderland              |
| Second Division | Birmingham City         |
| FA Cup          | Wolverhampton Wanderers |

## Rozgrywki ligowe

### First Division
|    |                         | M  | Z  | R  | P  | B+  | B− | RB    | Pkt |
| -- | ----------------------- | -- | -- | -- | -- | --- | -- | ----- | --- |
| 1  | Sunderland              | 30 | 22 | 4  | 4  | 100 | 36 | 2.778 | 48  |
| 2  | Preston North End       | 30 | 17 | 3  | 10 | 57  | 39 | 1.462 | 37  |
| 3  | Everton                 | 30 | 16 | 4  | 10 | 74  | 51 | 1.451 | 36  |
| 4  | Aston Villa             | 30 | 16 | 3  | 11 | 73  | 62 | 1.177 | 35  |
| 5  | Bolton Wanderers        | 30 | 13 | 6  | 11 | 56  | 55 | 1.018 | 32  |
| 6  | Burnley                 | 30 | 13 | 4  | 13 | 51  | 44 | 1.159 | 30  |
| 7  | Stoke City              | 30 | 12 | 5  | 13 | 58  | 48 | 1.208 | 29  |
| 8  | West Bromwich Albion    | 30 | 12 | 5  | 13 | 58  | 69 | 0.841 | 29  |
| 9  | Blackburn Rovers        | 30 | 8  | 13 | 9  | 47  | 56 | 0.839 | 29  |
| 10 | Nottingham Forest       | 30 | 10 | 8  | 12 | 48  | 52 | 0.923 | 28  |
| 11 | Wolverhampton Wanderers | 30 | 12 | 4  | 14 | 47  | 68 | 0.691 | 28  |
| 12 | Sheffield Wednesday     | 30 | 12 | 3  | 15 | 55  | 65 | 0.846 | 27  |
| 13 | Derby County            | 30 | 9  | 9  | 12 | 52  | 64 | 0.813 | 27  |
| 14 | Notts County            | 30 | 10 | 4  | 16 | 53  | 61 | 0.869 | 24  |
| 15 | Accrington              | 30 | 6  | 11 | 13 | 57  | 81 | 0.704 | 23  |
| 16 | Newton Heath            | 30 | 6  | 6  | 18 | 50  | 85 | 0.588 | 18  |

### Second Division
|    |                    | M  | Z  | R | P  | B+ | B− | RB    | Pkt |
| -- | ------------------ | -- | -- | - | -- | -- | -- | ----- | --- |
| 1  | Small Heath        | 22 | 17 | 2 | 3  | 90 | 35 | 2.571 | 36  |
| 2  | Sheffield United   | 22 | 16 | 3 | 3  | 62 | 19 | 3.263 | 35  |
| 3  | Darwen             | 22 | 14 | 2 | 6  | 60 | 36 | 1.667 | 30  |
| 4  | Grimsby Town       | 22 | 11 | 1 | 10 | 42 | 41 | 1.024 | 23  |
| 5  | Manchester City    | 22 | 9  | 3 | 10 | 45 | 40 | 1.125 | 21  |
| 6  | Burton Swifts      | 22 | 9  | 2 | 11 | 47 | 47 | 1.000 | 20  |
| 7  | Northwich Victoria | 22 | 9  | 2 | 11 | 42 | 58 | 0.724 | 20  |
| 8  | Bootle             | 22 | 8  | 3 | 11 | 49 | 63 | 0.778 | 19  |
| 9  | Lincoln City       | 22 | 7  | 3 | 12 | 45 | 51 | 0.882 | 17  |
| 10 | Crewe Alexandra    | 22 | 6  | 3 | 13 | 42 | 69 | 0.609 | 15  |
| 11 | Port Vale          | 22 | 6  | 3 | 13 | 30 | 57 | 0.526 | 15  |
| 12 | Walsall            | 22 | 5  | 3 | 14 | 37 | 75 | 0.493 | 13  |

M = rozegrane mecze; Z = zwycięstwa; R = remisy; P = porażki; B+ = bramki zdobyte; B- = bramki stracone; RB = stosunek bramek zdobytych do bramek straconych; Pkt = punkty